# Bostadsstyrelsen
Bostadsstyrelsen (Kungl. Bostadsstyrelsen) var en tidigare svensk central förvaltningsmyndighet med syfte att främja landets bostadsförsörjning. Detta skedde bland annat genom statlig låne- och bidragsverksamheten. Bostadsstyrelsen var myndighet under Socialdepartementet och var chefsmyndighet för länsbostadsnämnderna.
Bostadsstyrelsen skapades den 1 juli 1948 efter förslag från den Bostadssociala utredningen, genom omvandling av Egnahemsstyrelsen och Statens byggnadslånebyrå. Bostadsstyrelsen uppgick 1988 tillsammans med Statens planverk i Boverket. Bostadsstyrelsen utgav bland annat normsamlingen God bostad som utkom första gången 1954.

## Generaldirektörer
- Alf Johansson, 1948 - 1960
- Gunnar Ekdahl, 1960 + 1962 (tillförordnad fram till 1962)
- Bertil Sännås, 1962 - 1977
- Bengt Johansson, 1977 - 1988